# NGC 1260
NGC 1260  är en spiralgalax eller linsformad galax i stjärnbilden Perseus upptäckt av astronomen Guillaume Bigourdan den 19 oktober 1884. NGC 1260 ingår i Perseushopen och bildar ett tätt par med galaxen PGC 12230. Galaxen domineras av en population av många gamla stjärnor.
År 2006 inträffade den näst ljusstarkaste supernovan i det observerbara universum, supernovan SN 2006gy. Denna supernova var den mest energirika och ljusstarka supernovan som dittills registrerats.

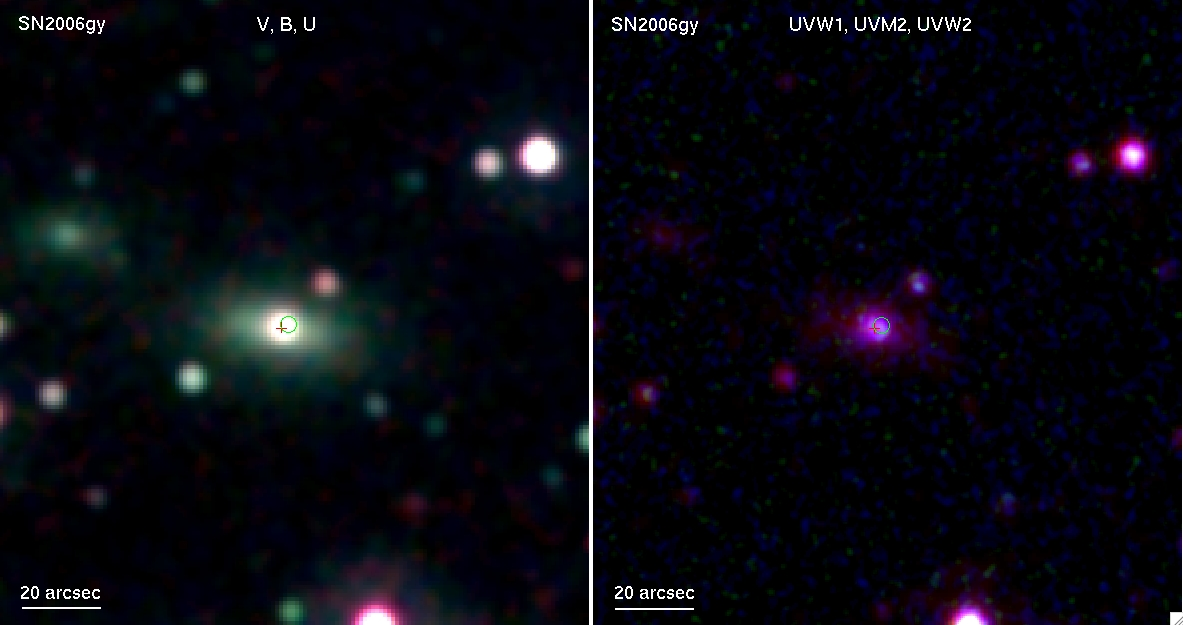
Supernova 2006gy avbildad av Swiftteleskopet